# Van Horn (Texas)
Van Horn is een plaats (town) in de Amerikaanse staat Texas. Het is de hoofdstad van Culberson County. 
Van Horn ligt aan Interstate 10. Er is een plaatselijk vliegveld, Culberson County Airport. Ruimtevaartbedrijf Blue Origin bezit er sinds 2006 de Corn Ranch. Dat is een terrein waar ze hun raketmotoren testen. Ook de West Texas Launch Site waar de New Shepard wordt gelanceerd en weer landt ligt op de Corn Ranch.
Van Horn is de meest westelijke stad in de Amerikaanse Central Time Zone.

## Demografie
Bij de volkstelling in 2000 werd het aantal inwoners vastgesteld op 2435.
In 2006 is het aantal inwoners door het United States Census Bureau geschat op 2108, een daling van 327 (-13,4%).

## Geografie
Volgens het United States Census Bureau beslaat de plaats een oppervlakte van
7,4 km², geheel bestaande uit land. Van Horn ligt op ongeveer 1287 m boven zeeniveau.

## Plaatsen in de nabije omgeving
De onderstaande figuur toont nabijgelegen plaatsen in een straal van 100 km rond Van Horn.